# Colin McGinn
Colin McGinn (nacido el 10 de marzo de 1950) es un filósofo británico. Ha ocupado cargos docentes en el University College London, University of Oxford, Rutgers University y University of Miami. 
McGinn es conocido por su trabajo sobre la filosofía de la mente y, en particular, por lo que se conoce como nuevo misterio, la idea de que la mente humana no está equipada para resolver el problema de la conciencia. Es autor de más de 20 libros sobre esta y otras áreas de la filosofía, incluidos El carácter de la mente (1982), El problema de la conciencia (1991), La conciencia y sus objetos (2004) y El significado del disgusto (2011). 
En 2013, McGinn renunció a su puesto titular en la Universidad de Miami luego de ser acusado de acoso sexual por una estudiante de posgrado. La renuncia desató un debate sobre la prevalencia del sexismo y el acoso sexual dentro de la filosofía académica.

## Formación
McGinn nació en West Hartlepool, una ciudad del condado de Durham, Inglaterra. Varios de sus parientes, incluidos ambos abuelos, eran mineros. Su padre, Joseph, dejó la escuela para convertirse en minero, pero asistió a la escuela nocturna y se convirtió en administrador de un edificio. McGinn era el mayor de tres hermanos, todos varones. Cuando tenía tres años, la familia se mudó a Gillingham, Kent, y ocho años después a Blackpool, Lancashire. Habiendo reprobado su examen de primaria de los 11 años , asistió a una escuela técnica en Kent, luego a una secundaria moderna en Blackpool, pero le fue lo suficientemente bien en sus niveles superiores como para ser transferido a la escuela primaria local para sus niveles superiores.
En 1968, comenzó una licenciatura en psicología en la Universidad de Manchester, obteniendo una licenciatura de primera clase en 1971 y una maestría en 1972, también en psicología.  Fue admitido en 1972 en Jesus College, Oxford, al principio para estudiar un posgrado de Licenciatura en Letras, pero cambió al programa de posgrado de Licenciatura en Filosofía (BPhil) por recomendación de su asesor, Michael R. Ayers. En 1973, recibió el prestigioso premio John Locke de filosofía de la mente de la universidad; uno de los examinadores fue AJ Ayer.  Recibió su BPhil en 1974, escribiendo una tesis bajo la supervisión de Michael R. Ayers y PF Strawson sobre la semántica de Donald Davidson.

## Carrera docente

### Puestos
McGinn enseñó en el University College de Londres durante 11 años, primero como profesor de filosofía (1974-1984) y luego como lector (1984-1985). En 1985, sucedió a Gareth Evans como Wilde Reader en Filosofía de la Mente en la Universidad de Oxford, cargo que ocupó hasta 1990. Ocupó cátedras de visitante en la Universidad de California, Los Ángeles (1979), la Universidad de Bielefeld (1982), la Universidad del Sur de California (1983), la Universidad Rutgers (1984), la Universidad de Helsinki (1986), la Universidad de Nueva York (1988) y la Universidad de Princeton (1992). En 1990, se unió al departamento de filosofía de Rutgers como profesor titular, trabajando junto a Jerry Fodor.  Permaneció en Rutgers hasta 2005, incorporándose a la Universidad de Miami en 2006 como profesor de filosofía y Cooper Fellow. 

### Queja por acoso sexual
McGinn renunció a su puesto en la Universidad de Miami en enero de 2013, con vigencia al final del curso, después de que una estudiante graduada se quejara de que la había estado acosando sexualmente, incluso por mensajes de texto y correo electrónico. Estos documentos se han publicado e incluyen referencias explícitas al deseo de McGinn de tener relaciones sexuales con la estudiante. Pero negó haber actuado mal.
Representada por Ann Olivarius, la estudiante se quejó en abril de 2014 ante la Comisión de Igualdad de Oportunidades en el Empleo de que la universidad había manejado mal el caso. Presentó una demanda en octubre de 2015 contra la universidad, McGinn y Edward Erwin, otro filósofo de Miami. La denuncia acusó a McGinn de acoso sexual, agresión civil y difamación, y a Erwin de difamación. Alegó que la universidad había violado el Título IX de las Enmiendas de Educación de 1972 (que requiere que las mujeres tengan igualdad de acceso a la educación) al no investigar la denuncia de la estudiante de manera adecuada y al no protegerla de represalias, incluso de McGinn en su blog antes de que su renuncia entrara en vigor. El abogado de McGinn, Andrew Berman, dijo que McGinn negó la acusación.  La demanda se resolvió en octubre de 2016. Todas las partes tienen prohibido revelar los términos del acuerdo.
El incidente desencadenó un debate sobre hasta qué punto el sexismo sigue prevaleciendo en la academia, particularmente en la filosofía académica, y el efecto en los estudiantes y maestros del acoso y las quejas relacionadas con el acoso. En 2014, el departamento de filosofía de la Universidad de East Carolina le ofreció a McGinn una cátedra de visitante, pero los administradores de la universidad rechazaron la oferta. McGinn culpó a las acusaciones de acoso sexual de la decisión de East Carolina.

## Obras

### Filosofía de la mente
McGinn ha escrito extensamente sobre lógica filosófica, metafísica y filosofía del lenguaje, pero es más conocido por su trabajo en la filosofía de la mente. Es conocido en particular por el desarrollo de la idea de que las mentes humanas son incapaces de resolver el problema de la conciencia, una posición conocida como nuevo misterio. Además de sus publicaciones académicas sobre la conciencia - incluyendo El carácter de la mente (1982), El problema de la conciencia (1991) y La conciencia y sus objetos (2004) - ha escrito una introducción popular, The Mysterious Flame: Conscious Minds in a Material World (1999).

Owen Flanagan introdujo el término "nuevos misterianos" en 1991 (el nombre proviene de Question Mark & the Mysterians, una banda de los años 60) para describir la posición de McGinn y la de Thomas Nagel, descrita por primera vez en " ¿Cómo es ser un murciélago? " de Nagel (1974).  McGinn presentó su posición en "¿Podemos resolver el problema cuerpo-mente?" (Mind, 1989), y en The Problem of Consciousness (1991), argumentando que la mente humana es incapaz de comprenderse a sí misma por completo. Mark Rowlands escribe que el artículo de 1989 fue en gran parte responsable de revivir el debate sobre la conciencia fenoménica o la naturaleza de la experiencia. McGinn defendió en el artículo la idea del cierre cognitivo:
Un tipo de mente M está cognitivamente cerrado con respecto a una propiedad P (o teoría T), si y solo si los procedimientos de formación de conceptos a disposición de M no pueden extenderse a una comprensión de P (o una comprensión de T). Las mentes que conciben vienen en diferentes tipos, equipadas con diferentes poderes y limitaciones, sesgos y puntos ciegos, de modo que las propiedades (o teorías) pueden ser accesibles para algunas mentes pero no para otras. Lo que está cerrado a la mente de una rata puede estar abierto a la mente de un mono, y lo que está abierto a nosotros puede estar cerrado al mono... Pero tal cierre no afecta a la realidad de las propiedades que se encuentran fuera de las capacidades de representación en cuestión; una propiedad no es menos real por no ser accesible desde cierto tipo de mente que la percibe o la concibe.
Aunque los seres humanos podrían comprender el concepto de conciencia, McGinn sostiene que no podemos comprender su base causal: ni el examen directo de la conciencia ni del cerebro pueden identificar las propiedades que causan o proporcionan el mecanismo de la conciencia, o cómo "la fenomenología tecnicolor surge de la materia gris humeda". Por tanto, su respuesta al difícil problema de la conciencia es que la respuesta nos es inaccesible.
Este misterianismo epistemológico contrasta con la forma antigua u ontológica, es decir, que la conciencia es inherentemente misteriosa o sobrenatural. Los nuevos misterianos no son dualistas cartesianos.  El argumento sostiene que las mentes humanas no pueden comprender la conciencia, no que haya algo sobrenatural en ella. El problema mente-cuerpo es simplemente "el perímetro de nuestra anatomía conceptual haciéndose sentir". McGinn describe esto como naturalismo existencial.

### Derechos de los animales
McGinn es un firme partidario de los derechos de los animales, calificando nuestro trato de los no humanos como "profunda y sistemáticamente inmoral". Su posición es que cometemos el error de ver lo no humano solo en relación con lo humano, debido al "solipsismo de las especies": el agricultor ve a los animales como alimento, el dueño de la mascota como compañera de los humanos, el activista como víctimas de los humanos, el biólogo evolutivo como "máquinas de supervivencia genética". Pero "su esse no es percipi humano" - "El rinoceronte nos mira con el mismo solipsismo sesgado que le damos", escribe McGinn, "y seguramente no queremos ser tan limitados en nuestra perspectiva como él". Sostiene que "necesitamos mejorar nuestros modales" hacia los animales reconociendo que ellos tienen sus propias vidas y que esas vidas deben ser respetadas.

### Novelas y artículos
Fuera de su trabajo en filosofía, McGinn ha contribuido regularmente con reseñas y relatos breves en la London Review of Books y la The New York Review of Books, y ha escrito ocasionalmente para Nature, The New York Times, The Guardian, The Wall Street Journal, The Times y The Times Literary Supplement. También ha escrito dos novelas, The Space Trap (1992) y Bad Patches (2012). 

## Radio y televisión
En 1984, McGinn intervino en las conferencias Reith de John Searle en BBC Radio Three con Searle, Richard Gregory y Colin Blakemore. Al año siguiente, él y Sir Andrew Huxley debatieron sobre los derechos de los animales con Bernard Williams como moderador.  Fue entrevistado para la miniserie documental de Jonathan Miller, Atheism: A Rough History of Disbelief (2003), más tarde transmitida como The Atheism Tapes (2004).  También ha aparecido en once episodios de Closer to Truth presentado por Robert Lawrence Kuhn, discutiendo sobre la conciencia, la identidad personal, el libre albedrío y el materialismo.

## Obras

### Libros
- (2017). Philosophical Provocations: 55 Short Essays. MIT Press.
- (2015). Inborn Knowledge: The Mystery Within. MIT Press.
- (2015). Prehension: The Hand and the Emergence of Humanity. MIT Press.
- (2015). Philosophy of Language. MIT Press.
- (2012). Bad Patches (novel). CreateSpace Independent Publishing Platform.
- (2011). Truth by Analysis: Games, Names, and Philosophy. Oxford University Press.
- (2011). Basic Structures of Reality: Essays in Meta-Physics. Oxford University Press.
- (2011). The Meaning of Disgust. Oxford University Press.
- (2008). Sport: A Philosopher's Manual. Acumen.
- (2008). Mindfucking: A Critique of Mental Manipulation. Acumen.
- (2006). Shakespeare's Philosophy: Discovering the Meaning Behind the Plays. HarperCollins.
- (2005). The Power of Movies: How Screen and Mind Interact. Pantheon.
- (2004). Mindsight: Image, Dream, Meaning. Harvard University Press.
- (2004). Consciousness and Its Objects. Oxford University Press.
- (2002). The Making of a Philosopher: My Journey Through Twentieth-Century Philosophy. HarperCollins.
- (2001). Logical Properties: Identity, Existence, Predication, Necessity, Truth. Oxford University Press.
- (1999). The Mysterious Flame: Conscious Minds in a Material World. Basic Books.
- (1999). Knowledge and Reality: Selected Papers. Oxford University Press.
- (1997). Ethics, Evil and Fiction. Oxford University Press.
- (1997). Minds and Bodies: Philosophers and Their Ideas. Oxford University Press.
- (1993). Problems in Philosophy: The Limits of Inquiry. Blackwell.
- (1992). The Space Trap (novel). Duckworth (second edition, Amazon Digital Services, 2013).
- (1992). Moral Literacy: Or How To Do The Right Thing. Hackett.
- (1991). The Problem of Consciousness. Basil Blackwell.
- (1989). Mental Content. Basil Blackwell.
- (1984). Wittgenstein on Meaning. Basil Blackwell.
- (1983). The Subjective View: Secondary Qualities and Indexical Thoughts. Oxford University Press.
- (1982). The Character of Mind. Oxford University Press (second edition, 1997).

### Artículos seleccionados
- (2013). "Homunculism", The New York Review of Books, 21 March (review of How to Create a Mind by Ray Kurzweil).
- (2012). "All machine and no ghost?", New Statesman, 20 February.
- (2004). Principia Metaphysica at the Wayback Machine (archived 11 de diciembre de 2006).
- (2004). "Inverted First-Person Authority". The Monist.
- (2003). "The bookworm turned", The Guardian, 29 November.
- (2001). "How Not To Solve the Mind-Body Problem". In Carl Gillett and Barry Loewer (eds.). Physicalism and Its Discontents. Cambridge University Press.
- (2001). "What is it Not Like to be a Brain?" In Philip Van Loocke (ed.). The Physical Nature of Consciousness. John Benjamins Pub Co.
- (1999). "Our Duties to Animals and the Poor". In Dale Jamieson (ed.). Singer and His Critics. Basil Blackwell.
- (1996). "Another Look at Colour". Journal of Philosophy.
- (1995). "Consciousness and Space". Journal of Consciousness Studies.
- (1994). "The Problem of Philosophy". Philosophical Studies.
- (1992). "Must I Be Morally Perfect?". Analysis.
- (1991). "Conceptual Causation: Some Elementary Reflections". Mind.
- (1989) ."Can We Solve the Mind-Body Problem?" Mind.
- (1984). "What is the Problem of Other Minds?". Proceedings of the Aristotelian Society.
- (1983). "Two Notions of Realism?". Philosophical Topics.
- (1982). "Realist Semantics and Content Ascription". Synthese.
- (1982). "Rigid Designation and Semantic Value". Philosophical Quarterly.
- (1980). "Philosophical Materialism". Synthese
- (1979). "An A Priori Argument for Realism". The Journal of Philosophy.
- (1979). "Single-case Probability and Logical Form". Mind.
- (1977). "Charity, Interpretation and Belief". The Journal of Philosophy.
- (1977). "Semantics for Nonindicative Sentences". Philosophical Studies.
- (1976). "A Priori and A Posteriori Knowledge". Proceedings of the Aristotelian Society.
- (1976). "A Note on the Frege Argument". Mind.
- (1976). "On the Necessity of Origin". The Journal of Philosophy.
- (1975). "A Note on the Essence of Natural Kinds". Analysis.
- (1972). "Mach and Husserl". Journal for the British Society of Phenomenology.